# Panthéon des plus populaires des Bretons
Le Panthéon des plus populaires des Bretons est un projet municipal de statuaire en cours de réalisation en Bretagne, dans la commune de Carhaix-Plouguer (Finistère). 

## Objectifs
La municipalité de Carhaix-Plouguer, dans le cadre du réaménagement du centre ville, souhaite développer progressivement un circuit « lié à l'art et au patrimoine de la commune », afin de raconter l'histoire de la Bretagne, tout en rendant hommage à des personnalités ayant marqué l'histoire de la Région. Cette politique s'inscrit comme un complément et dans la dynamique créée depuis 2009 avec la Vallée des Saints dans la commune voisine de Carnoët.

## Historique
Le site internet de la municipalité de Carhaix-Plouguer évoque en juin 2014 l'hommage que la ville rend au trio de chanteuses bretonnes de kan ha diskan, les sœurs Goadec, originaires de la commune voisine de Treffrin, avec la réception, puis l'inauguration d'une sculpture en ronde-bosse les représentant toutes les trois, œuvre de l'artiste rennaise Annick Leroy. A cette occasion est évoqué l'idée d'un Panthéon des plus populaires des Bretons, « projet touristique et artistique [...] qui a pour but de raconter l'histoire de la Bretagne à travers des œuvres d'art représentant des personnages populaires de Bretagne. » La ville de Carhaix-Plouguer prévoit de passer chaque année commande d'une nouvelle statue.

## Financement
C'est la municipalité carhaisienne qui finance les statues, après consultation d'une commission municipale créée le 23 février 2015.

## Liste des statues
- 2014 : les Sœurs Goadec, d'Annick Leroy[3] (Inauguration le samedi 12 juillet[4])
- 2018 : Bernard Hinault, Jean Robic, Louison Bobet et Lucien Petit-Breton, d'Annick Leroy[5] (Inauguration le lundi 2 juillet)
- 2018 : Anatole Le Braz, de Patrick Bertaud[6] (Réception et installation le vendredi 26 octobre[7])
- 2019 : Jacques Pâris de Bollardière, de Emmanuel Sellier. Inauguration le 19 mars 2019[8].
- 2021 : Raymond Keruzoré, meilleur footballeur breton de l'histoire, de Kere Dali et Laëtitia-May Le Guélaff[9].